# Grote franjepoot
De grote franjepoot (Phalaropus tricolor synoniem: Steganopus tricolor) is een vogel uit de familie Scolopacidae.

## Kenmerken
De vogel is 22 tot 24 cm lang en weegt 30 tot 128 gram (vrouwtje gemiddeld 20 gram zwaarder dan mannetje). De spanwijdte is 35 tot 38 cm. Daarmee is het de grootste franjepoot. De grote franjepoot heeft donkere vleugels, zonder vleugelstreep en met een witte stuit. Een vrouwtje in broedkleed is te herkennen aan een brede zwarte band vanaf het oog langs de kastanjebruine zijhals. De kruin, nek en rug zijn lichtgrijs terwijl het onderlichaam wit is met een roodachtig waas op de voorhals. Het mannetje is doffer van kleur, met een donkere kruin en rug. De zwarte snavel van de grote franjepoot is langer dan bij andere franjepoten en zeer dun. In de zomer zijn de poten zwart, maar in de winter vaak geelachtig.
In vlucht lijkt de grote franjepoot op de kleine geelpootruiter, maar hij is makkelijk van die vogel te onderscheiden door zijn gedrag, ongevlekte verenkleed en kortere poten. Een zeer actieve vogel, hoewel hij minder vaak zwemt dan andere franjepoten. Het geluid dat hij maakt klinkt als een nasaal, grommend aang. Als hij vliegt klinkt zijn geluid als een kort tsjuu.

## Leefwijze
Franjepoten zijn niet kieskeurig en voeden zich met alles wat zich aan ongewervelde kleine dieren in het water bevindt.

## Voortplanting
Het nest bevindt zich in een kuiltje op de grond en is bekleed met plantendelen. De jonge vogels worden door het mannetje verzorgd.

## Verspreiding en leefgebied
Deze soort broedt in het westen van Canada en de Verenigde Staten. Het leefgebied bestaat uit draslanden in de zone van de prairies tot aan de taiga. Daar broedt de vogel in moerassig grasland vaak in de buurt van meren en plassen. Buiten de broedtijd verblijft de vogel langs zeekusten nabij zoutwaterpoelen, maar ook in zoutwatermeren die zich hoog in de Andes bevinden in Peru, Chili, West-Bolivia en Noordwest-Argentinië.

### Voorkomen buiten deNieuwe Wereld
De grote franjepoot is een dwaalgast in een groot aantal landen verspreid over de wereldbol. In West-Europa zijn tientallen bevestigde waarnemingen op onder andere de Britse eilanden en in België. In Nederland zijn tussen 1966 en 2000 16 bevestigde waarnemingen en negen tussen 2001 en 2021.

## Status
De grootte van de populatie is niet recent gekwantificeerd. Men veronderstelt dat de soort in aantal vooruit gaat en zijn verspreidingsgebied uitbreidt. Om deze redenen staat de grote franjepoot als niet bedreigd op de Rode Lijst van de IUCN.

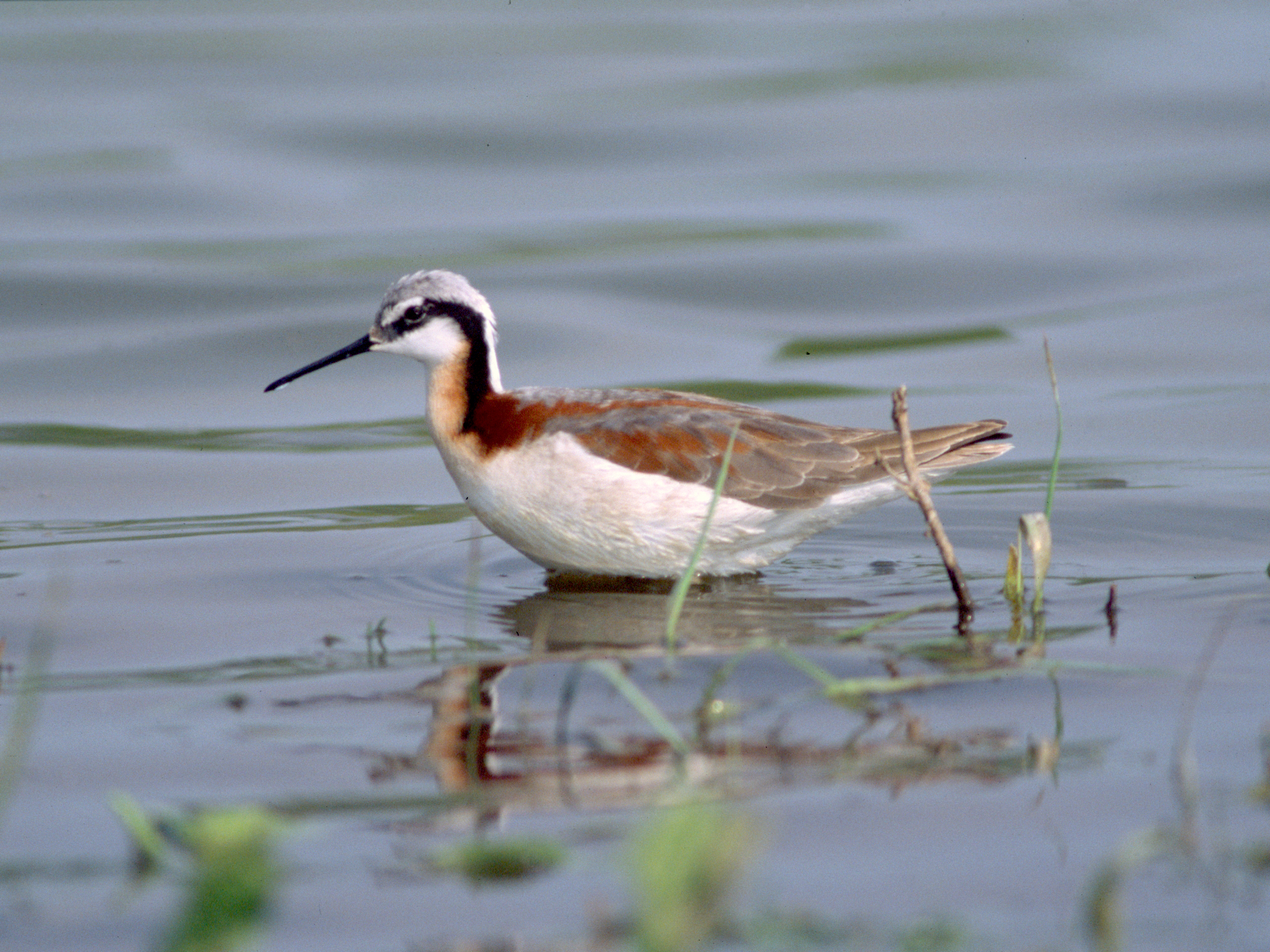
Broedend vrouwtje